# Тансарино
Танса́рино (чув. Тупах) — деревня в Урмарском районе Чувашской Республики. Расположена в 11 километрах северо-восточнее платформы Тансарино Горьковской железной дороги.

## История
Селение это имеет несколько вариантов названий. В разных источниках ее называют по-разному: В чувашских - Будаз, Будах, Тубахи, Подах; в русских - Тинсарино, Тиньсарина, Тайсарина, Тансар. 
В конце XVIII века Тансарино упоминается с Малыми Урмарами: "Тансарино Малые Урмары тож". Тансарино было тесно связано с Урмарами.

## Название
Профессор Н.И. Егоров объясяет происхождение названия деревни через иранское слово ТАН "тело", "плоть", "туловище", "корпус", "стан". На чувашском языке туна - стебель, ствол. По его мнению, "Танизур - Танизор" имя ребенка, которому желали вырасти сильным и могущественным.
По легендам, собранным Н.И. Егоровым, происхождение названия деревни связано с чувашским словом Туп (найди):  крестьянин. спасаясь от гнета, убежал от хозяина и нашел это место и произнес: "Тупах ĕнтĕ халь мана". (Найди теперь меня)

## География
Расположено в северо-восточной части Чувашской Республики. Входит в Кульгешское сельское поселение Урмарского района.

## Климат
Климат умеренно континентальный с продолжительной холодной зимой и тёплым летом. Средняя температура января −12,9 °C, июля 22 °C, абсолютный минимум достигал −43 °C, абсолютный максимум 45 °C. За год выпадает в среднем 400 мм осадков, преимущественно в тёплый период.

## Инфраструктура
В деревне имеются:
- Основная общеобразовательная школа;
- Фельдшерский пункт;
- Сельский клуб;
- Магазин Урмарского райпо и Частный магазин

В деревню проведен газ, подведена до деревни асфальтовая дорога.

## Транспорт
Имеется автобусное сообщение с Урмарами. Платформа Тансарино на линии Канаш — Свияжск Казанского региона Горьковской железной дороги.

## Население
В 2006 году: число хозяйств — 165; численность населения — 423 человек.
| 2010 | 2012 | 2015 |
| ---- | ---- | ---- |
| 272  | ↗384 | ↘245 |